# 뒷모습증후군
뒷모습 증후군(Child’s Back Syndrome)은 과도한 교육열로 가족과 함께 있을 시간이 부족해 아이의 얼굴보다 뒷모습이 더 익숙해진 사회현상을 일컫는 말이다. 
EBS초목달 공익광고에서 처음 등장한 용어로 많은 학부모들의 공감을 받아 신조어로 떠오르게 되었다.

## 특징
항상 자녀를 뒤에서 챙기고 학교 또는 학원으로 보내고 있지만, 그럼에도 불구하고 아이들이 학습적으로 뒤처질까 걱정하는 학부모들이 특히 많이 느끼는 현상이다. 
이 현상은 가정에서 보다 밖에서 보내는 시간이 많아 나타나는 현상으로 높아지는 아이의 학년과 학업량에 따라 더 많이 나타난다.
초등학년 시기는 부모와의 교감과 정서적이 무엇보다 중요한 시기로 뒷모습증후군을 유의해야 한다. 이 현상이 지속되면 아이가 부모와 솔직하게 대화하는 것을 꺼리게 되고 부모는 아이의 스트레스를 미처 돌보지 못할 수 있다.
인간의 뇌에서 정서담당 부분 발달을 기본으로 인지 발달이 이루어지기 때문에 미취학~초등 시기에는 성적, 성과 등의 가혹한 정량적 목표가 아니라 올바른 공부 습관, 가족과의 시간, 내적인 성장 등의 정서적인 것들을 함께 케어하는 정서적인 성장과 학습 성장을 맞춰주는 것이 필요하다.

## 같이 보기
- 헬리콥터 맘
- 착한아이 콤플렉스
- 가면 우울증
- 오리 신드롬
- 불안 장애
- 우울증